# 切爾卡西卡河
切爾卡西卡河（烏克蘭語：Черкаська），是烏克蘭的河流，位於該國西部捷爾諾波爾州，屬於塞雷特河的支流，發源自比洛博日尼察，流經喬爾特基夫區，河道全長25公里，流域面積96平方公里。